# Глодеревський Іван Степанович
Іван Степанович Глодере́вський (нар. 1849, Опішня — пом. 1919, Опішня) — український майстер художньої кераміки.
Виготовляв традиційний для опішнянської кераміки посуд і кахлі, розписував їх рослинним орнаментом, мотивами квітів, ягід, винограду. 
Твори майстра зберігаються в багатьох музеях України, зоркрема в Полтавському краєзнавчому музеї кахлі 1904 року.